# Croxley Rail Link
El enlace ferroviario de Croxley (en inglés, Croxley Rail Link) es una propuesta de ampliación de la Metropolitan line, en el metro de Londres. Consiste en clausurar la estación de Watford para continuar la línea desde Croxley hasta Watford Junction, con las estaciones intermedias de Cassiobridge, Watford Vicarage Road y Watford High Street, esta última parte de la Watford DC Line de London Overground.
El proyecto fue aprobado por el Gobierno británico el 14 de diciembre de 2011, y en 2013 se empezó a retirar la vegetación. El proyecto recibió la aprobación final del Gobierno mediante una Orden del Transport and Works Act el 24 de julio de 2013 y fue firmado y permitido formalmente el 17 de marzo de 2015 al confirmarse que Transport for London se haría cargo de la obra. En 2016, las obras se paralizaron debido a costes mayores de los esperados y una disputa sobre la financiación.

## Historia
La estación actual de Watford, en la línea Metropolitan, está algo alejada del centro de la localidad, a 1,6 km de Watford High Street.
En la zona también estuvo la línea de vía simple de Watford y Rickmansworth, inaugurada en 1862. British Rail (la agencia estatal de ferrocarriles) quitó el servicio de pasajeros de la línea en 1952, dejando hasta 1996 un servicio mínimo entre Watford y Croxley Green.
Con el paso de los años, varias propuestas fueron consideradas para extender la línea Metropolitan hasta el centro de Watford, incluyendo un plan, abandonado en 1927, consistente en la apertura de una estación en Watford High Street. En 1948, el London Transport Executive (LTE), parte de la comisión británica de transportes, consideró una propuesta que consistía en unir la línea Metropolitan con la línea de British Rail a Croxley Green. Una propuesta similar fue empujada por London Regional Transport (LRT) alrededor de 1994. Puesto que la línea transcurriría íntegramente por Hertfordshire, fue avalada por el condado, que presionó por la asignación de fondos por parte de LRT (actualmente TfL, Transport for London) y del departamento de transporte durante 16 años.

## Ruta propuesta y estaciones
Una parte clave del proyecto fue la construcción del missing link, el "enlace faltante", una corta conexión que iría entre la línea Metropolitan existente y la antigua línea de British Rail a Croxley Green; gracias a una bifurcación 1 km al noreste de la estación de Croxley y un gran puente sobre la A412, el Regent's Canal y el río Gade.
La vía simple de la antigua línea a Croxley Green se sustituiría por vía doble, y se electrificaría mediante un tercer riel. La nueva línea pasaría por las antiguas estaciones de Watford West y Watford Stadium Halt hasta llegar a Watford High Street, donde compartiría la vía con London Overground hasta Watford Junction, donde tendría correspondencia con servicios de Northwestern, Southern y Virgin Trains.
La línea tendría dos estaciones nuevas: Cassiobridge, situada al sur de la antigua línea a Croxley Green y que sustituiría el tráfico que hay a Watford; y Watford Vicarage Road, en la antigua línea, y que sustituiría a las estaciones de Watford West y Watford Stadium Halt, que permanecerían cerradas.